# Spominski park padlih borcev in talcev

## Spominski park padlim borcem in talcem NOB na Žalah
Spominski park padlim borcem in talcem NOB se nahaja na ljubljanskih Žalah.  
Po osvoboditvi leta 1945 so poleg prostora, kjer so pokopani talci in druge žrtve, pričeli pokopavati padle partizane - Ljubljančane iz vse Slovenije. Tako je nastalo na novem delu ljubljanskega pokopališča veliko grobišče padlih borcev. Mestni odbor Zveze borcev v Ljubljani je dal pobudo za enotno ureditev teh grobov in postavitev spomenika. Ker je grobišče na Žalah tesno povezano z Gramozno jamo, vodi na pokopališče urejena pot, v spomin na vse tiste, ki so jih takoj po ustrelitvi neopazno prepeljali na pokopališče.